# 吳道寧 (汝寧)
吳道寧（1445年—？），字永安，河南汝寧府光州光山縣人，軍籍，明朝政治人物。進士出身。

## 生平
早年出身府學生，河南鄉試第四十四名。成化十四年（1478年）戊戌科會試第一百六十九名，殿試登第三甲第二百二十六名進士。

## 家族
曾祖父吳思聰。祖父吳志達。父亲吳灝。母陳氏。具慶下。弟寬、富、憲。娶汪氏。